# 居伊·德·莫泊桑
亨利·勒內·阿尔贝·居伊·德·莫泊桑（Henry René Albert Guy de Maupassant，發音：[ɡid(ə) mopasɑ̃]，1850年8月5日—1893年7月6日），是19世紀法國小说家、作家，作品以短篇小說為主，被誉为“短篇小说之王”。名作有《项链》、《羊脂球》、《俊友》等。

## 生平
1850年，莫泊桑出生在法国上诺曼底滨海塞纳省，他的母亲是法国诗人兼小说家勒普瓦特万的妹妹:1，同时是福楼拜的朋友，而且对经典作品如莎士比亚的戏剧感兴趣。13岁前莫泊桑一直和母亲一起生活，他喜欢室外运动，尤其是钓鱼，并且深爱着自己的母亲。
13岁时，莫泊桑开始写诗。:1他曾进入过教会学校，却故意让学校开除他，对宗教的敌意伴随了他的一生。
随后他去里昂上高中，在这里他表现出对诗歌和戏剧的浓厚兴趣。莫泊桑在学校期间，巴拉斯派诗人路易·布耶曾经对他的文学创作进行指点。:1
1870年莫泊桑毕业后不久，普法战争爆发，他志愿入伍，作战勇敢。
:2战后，他离开诺曼底前往巴黎，在海军部门做了十年的公务员。:2在这十年单调生活中，他唯一的娱乐就是周日在塞纳河上划船和假期。
自1873年开始，福楼拜指导莫泊桑的文学创作，福楼拜培养了他对生活的感受力和敏锐的观察力，也培养了他严谨的写作态度和对文体美的追求，福楼拜曾对他说：“天才，无非是长久的忍耐”。:2在福楼拜家里，莫泊桑遇到了屠格涅夫、左拉和都德等人。随着短篇小说的发表和与名作家交流，莫泊桑名气日隆。
1880年莫泊桑转到公共教育部门任职，并担任一些有影响力刊物的编辑。他利用空閒时间继续创作短篇小说，完成了杰作《羊脂球》，获得巨大成功。福楼拜称之为“可以流传于世的杰作”，於1880年收錄於《梅塘夜譚》。1880－1891年是莫泊桑的高产期。1881年他发表了第一卷短篇小说集，两年之内就重印了十二版。1883年他发表了自己的第一部长篇小说《一生》。莫泊桑時常出國旅遊尋找靈感。他因寫作而名利雙收，出入巴黎的上流社會，他卻縱情聲色、流連風月，後來染上梅毒。
莫泊桑喜欢隐居，孤独与沉思。他常常独自前往各地旅行。同时他也保持着和其他作家比如大仲马和泰纳的联系。福楼拜也继续关心着他的文学创作。他和龚古尔兄弟也有过短暂的交往，但是由于对他们的空谈风格不满，他中断了和他们的交往。
据美国作家弗兰克·哈里斯在《我的生活与爱情》一书中的描述：“莫泊桑多次与我说，只要是他看上的女性，就一定能抱在怀里。”“他坚持说，我干过两回、三回直到20回，疲劳都是一样的。”
自1891年之后，莫泊桑越发喜欢孤独的生活，而且抑郁症十分严重，加之他早年染梅毒，非常痛苦，曾试图自杀。1893年併發精神病症，割喉了結一生，7月6日逝世於巴黎巴塞精神病院，终年42岁。

## 文学风格

### 体裁
与法国诸多大作家相比，莫泊桑没有巴尔扎克深邃的历史洞察力、没有司汤达敏锐的政治感，更不如老师福楼拜的缜密细腻、也不如左拉的视野宽广，但他有一个特色：一种非凡的捕捉生活的本领，善于从平常人视而不见的日常平淡生活中挖掘出生命和生活的本质意义与美学价值的内涵，极大的丰富了文学的题材。以凡人小事作为题材，以短篇小说为主要创作形式，是莫泊桑在文学题材和体裁上的突破。:2

### 派系
莫泊桑和老师福楼拜同属于十九世纪法国后期现实主义文学的代表人物，不赞成自然主义的理论主张，他讨厌浪漫主义的浮夸作风和逻辑的混乱，不过他继承了批判现实主义中观察、分析、提炼和概括的做法，对生活抱着旁观的态度，以冷静的描摹来掩盖作家对现实的分析。:4-5

### 主题
莫泊桑的作品对统治者充满了憎恨，对生活中的弱者给予了同情，对下层社会人民身上的淳朴善良给予了由衷的赞美。:7

### 环境
当时许多小说家的故事背景设置往往以巴黎为主，但莫泊桑比较大胆地另辟蹊径，持续常用从小熟悉的诺曼底地区为背景，细致用心描绘诺曼底美妙的自然风光，这在当时相当特别。

## 主要作品

### 短篇小說
- 《月光》
- 《米龙老爹》
- 《两个朋友》
- 《女疯子》
- 《菲菲小姐》
- 《瓦尔特·施纳夫斯奇遇记》
- 《一场决斗》
- 《羊脂球》
- 《隆多利姊妹》
- 《项链》
- 《我的叔叔于勒》
- 一個農場女傭的故事
- 《一家子 (小說)》
- 《西蒙的爸爸》
- 《修軟椅的女人》
- 《一個諾曼底人》
- 《一個兒子》
- 《珠宝》
- 《一封信》
- 《雨傘》
- 《雪夜》
- 《头发》

### 長篇小說
- 《一生》（1883年）
- 《俊友 （漂亮朋友）》（1885年）
- 《温泉》（1886年）
- 《皮埃尔与若望》（1888年）
- 《如死一般强》（1889年）
- 《我们的心》（1890年）